# Глазовы
Глазовы — древний русский дворянский род, существующий с XVI столетия и рано разделившийся на отдельные ветви.
Первый из них происходит от Дмитрия Варахобова Глазова, служившего в войске князя Михаила Васильевича Скопина-Шуйского в ходе кампаний по подавлению восстания Ивана Болотникова (1607) и борьбы против польско-литовских интервентов и Лжедмитрия II (1609). За эту службу Дмитрий Глазов, уже после смерти князя Скопина-Шуйского, был пожалован вотчинами в Пусторжевском уезде (1613). Потомство его внесено во II часть родословной книги Псковской губернии..
Большинство Глазовых владело поместьями в Псковской земле; по Псковской губернии было записано несколько старинных родов Глазовых:
1. от Дмитрия Глазова
2. от Савелия Глазова (конца XVII в.) и
3. от Кудаша Борисовича Глазова (вторая половина XVII в.)

Однако эти роды не были утверждены Герольдией, которой признано в древнем дворянстве только потомство Назара, Петра и Степана верстанного поместьем (1676) Ивановичей Глазовых, записанное в VI часть родословной книги Курской губернии.

## История рода

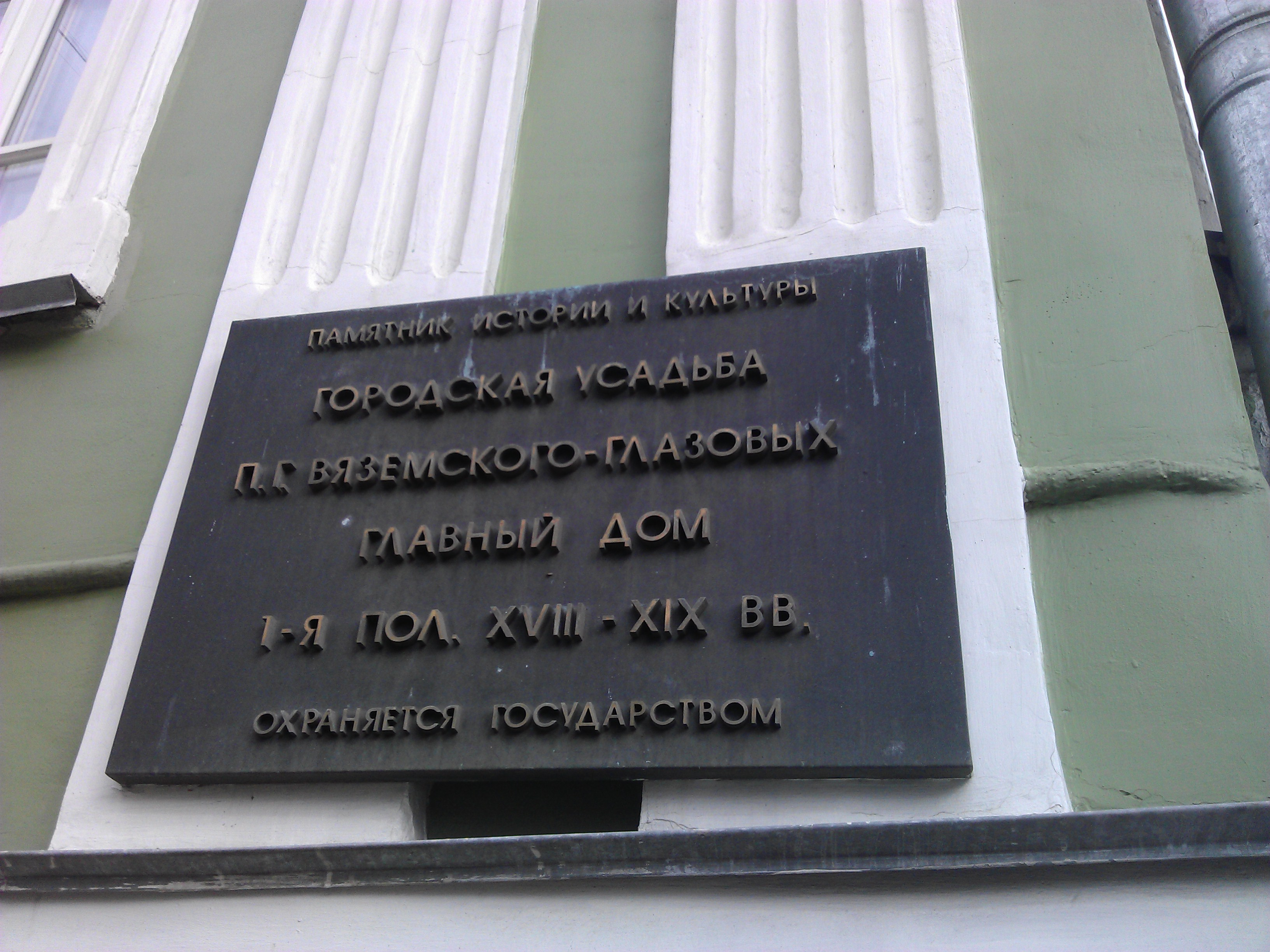
Мемориальная доска на городской усадьбе П.Г. Вяземского-Глазовых.

Дмитрий, Андрей и Юрий Фёдоровичи дети Вельямина Глазова и Демид Павлович помещики Деревской пятины (1495). Авраам и Демид Глазовы владели поместьями в Шелонской пятине (1495). Сын боярский Тимофей Вельяминович упоминается на свадьбе князя В.Д. Холмского (1500). Десять представителей рода владели поместьями в Полоцком уезде (1563). Трое представителей рода владели поместьями (1555) и шестеро Глазовых (1578) в Каширском уезде. В течение всего XVI и XVII столетий Глазовы владели поместьями в Каширском уезде, а потомство Гавриила Глазова внесено в родословную книгу Тульской губернии. Матвей Иванович владел поместьем в Орловском уезде (1594). Юрий Глазов упоминается при встрече Кизилбашского посла (1598).
Недоросли Сидор и Оска Тимофеевичи владели поместьями (1615), а Данила Глазов (1629) в Воронежском уезде. Григорий, Иван и Михаил Гавриловичи владели поместьями и вотчинами в Белёвском уезде (1616). Иван Денисович владел поместьем в Серпуховском уезде, а Первый Григорьевич вотчиной в Московском уезде (1627). Андрей и Иов Глазовы получили поместья в Московском уезде (1661). Мирон Евтропьевич владел поместьем в Пусторжевском уезде (1693).

Двадцать пять представителей рода владели населёнными имениями (1699).

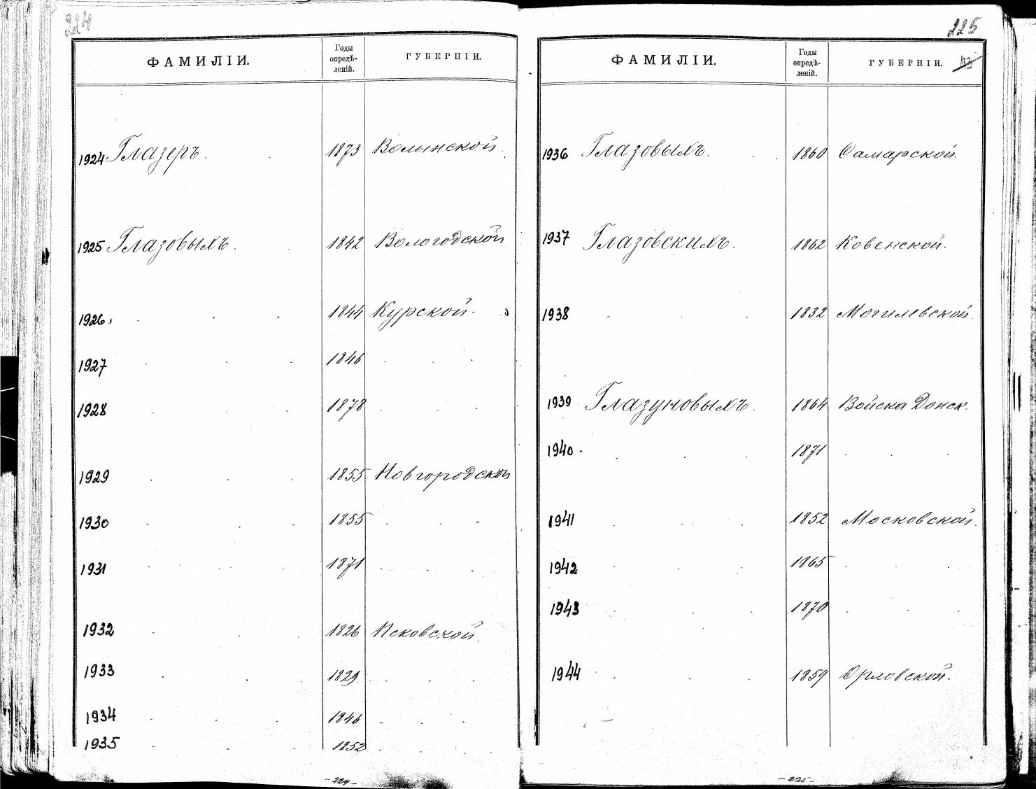
Родословные книги, в которые внесён род Глазовых.

## Известные представители
- Глазов Пётр Михайлович — московский дворянин (1672-1677), воевода в Алексине (1677-1678).
- Глазовы: Исай Михайлович, Назар и Василий Ивановичи — московские дворяне (1677-1692).
- Глазов Иван Филиппович — московский дворянин (1680-1692) († 1692)[5][6].
- Глазов, Петр Осипович (1762—1821) — генерал-майор, шеф Великолуцкого мушкетерского полка, предводитель дворянства Тамбовской губернии.
- Глазов, Михаил Фаддеевич — русский общественный и государственный деятель, депутат от Обоянского дворянства в Уложенной Комиссии
- Глазов, Павел Михайлович (1747—1814) — генерал-майор, герой Очаковского штурма.
- Глазов, Владимир Гаврилович (1848—1920?) — министр народного просвещения, генерал от инфантерии и член Военного совета Российской Империи
- Глазов, Евграф Астафьевич 2й — генерал-майор, шеф 62-го пехотного Суздальского Генералиссимуса князя Суворова полка в 1798-1800[7]

## Память
- Глазовский переулок в Москве
- Памятник истории и культуры "Городская усадьба П.Г. Вяземского-Глазовых" в 1-м Спасоналивковском переулке в Москве
- Деревня Глазовка Тамбовской области [8]